# Cordioniscus vandeli
Cordioniscus vandeli is een pissebed uit de familie Styloniscidae. De wetenschappelijke naam van de soort is voor het eerst geldig gepubliceerd in 1970 door Dalens.